# آرثر فيليبس
آرثر فيليبس (بالإنجليزية: Arthur Phillips)‏‏ (23 أبريل 1969 في منيابولس - ) كاتب، وروائي، وكاتب سيناريو من الولايات المتحدة.

## الجوائز
- زمالة غوغنهايم

## روابط خارجية
- آرثر فيليبس على موقع IMDb (الإنجليزية)
- آرثر فيليبس على موقع قاعدة بيانات الفيلم (الإنجليزية)